# Michel Bonnet (entrepreneur)
Pour les articles homonymes, voir Michel Bonnet et Bonnet.
Michel Bonnet, né le 1er avril 1938 à Paris et mort le 3 mars 1995 à Garches, est un dirigeant d’entreprise français, connu pour avoir été le secrétaire général puis le directeur du Marché international du film au Festival  de Cannes de 1981 à 1995.

## Biographie
Fils de Robert Bonnet (imprimeur) et de Madame née Jeanne Jouves, Michel Bonnet étudie au Lycée Henri-IV puis à la faculté de droit de Paris, dont il sort diplômé en droit et en économie politique.
Michel Bonnet meurt le 3 mars 1995 à l’hôpital de Garches des suites d’une longue maladie. Il résidait à Esbly (Seine-et-Marne).

## Carrière[4]
Il entre à la E.B. Foundation en tant qu'attaché au service des relations publiques (1961). Il est ensuite attaché au secrétariat général (1963) puis conseiller à la production artistique (1966) chez Pathé-Marconi. Il devient administrateur délégué et directeur général de EMI Italiana, de Voce del Padrone et de Belrivere en Italie (1969-1972). Il assure ensuite les fonctions d'administrateur-directeur général adjoint de Pathé-Marconi EMI (1972), avant d'être nommé directeur général de la société (1973-1979),,. 
Parallèlement, Michel Bonnet est président-directeur général du label Music for Pleasure France (1975).
Fin 1980, l'association du Festival de Cannes crée le secrétariat général du Marché du film de Cannes et nomme à sa tête Michel Bonnet et Marcel Lathière (1981). 
Michel Bonnet est également secrétaire général du Festival de Cannes (1981), occupation qu'il conserve pendant dix ans. Très engagé dans ce festival, il a été le maître d’œuvre du passage du Palais Croisette au nouveau Palais des festivals et des congrès de Cannes. 
En 1991, il cesse de travailler pour le festival afin de se consacrer entièrement au marché du film, dont il devient le directeur jusqu'à son décès survenu en 1995.

### Autres mandats
- Administrateur  (1969) puis vice-président (1969-1972) de l'Assosiazione dei fonografici italiana
- Membre du conseil de l'IFPI (1971-1972)
- Administrateur du Variety club de France (1974)
- Membre de la société historique et archéologique du Périgord
- Membre de la société pour la protection des paysages et de l'esthétique en France
- Membre de la Société d'étude du XVIIe siècle
- Président du SNEPA (1978-1979)

## Décorations
- Chevalier de l'ordre national du Mérite (1979)[8]

### Vidéogrammes
- « Entretien avec Michel Bonnet, le chargé de mission au festival de Cannes », Ina, 15 mai 1982.
- « 42e Festival du cinéma de Cannes (1989) : présentation par Michel Bonnet », Ina, 18 avril 1989.